# Ubikvitin
Ubikvitin je mali regulatorni protein konzervirane sekvence koji je prisutan kod svih eukariota. Ubikvitinacija je proces post-translacijske modifikacije nekog proteina koja nastaje kada se poveže s jednim ili više ubikvitinskih monomera, preko kovalentne veze. Najznačajnija uloga ubikvitina je označavanje onih proteina koji će se razgraditi u proteasomu. Osim ovog, ubikvitinacija kontrolira stabilnost, funkciju i unutarstanični položaj velikog broja proteina. Proces ubikvitinacije započinje enzim E1.

## Identifikacija
Ubikvitin (prvotno sveprisutni imunopotentni polipeptid) prvi su put identificirali 1975. godine kao sveprisutni protein mase 8.5kDa. Osnovne uloge ubikvitina otkrivene su u ranim 1980-im u istraživanjima Fox Chase instituta za rak, a otkrila ga je ekipa znanstvenika koju su sačinjavali Aaron Ciechanover, Avram Hershko i Irwin Rose, koji su za svoje otkriće dobili Nobelovu nagradu za kemiju 2004. godine.
Ubikvitinacijski sustav je prvotno okarakteriziran kao ATP-ovisan proteolitički sustav prisutan u staničnim ekstraktima. Termostabilan polipeptid prisutan u ovim ekstraktima, proteolitički faktor 1 (APF-1) ovisan o ATP-u je pronađen, povezan kovalentnom vezom za model supstrata lizozima, u procesima ovisnim o ATP-u i M2+. Višestruke molekule APF-1 su bile povezane s jednim supstratom preko izopeptidne veze, i otkriveno je da njihove konjugirane proteine brzo otapa oslobađanje slobodnih APF-1. Ubrzo nakon toga, otkrivena je konjugacija proteina APF-1, koji je nazvan ubikvitinom. Karboksilna grupa aminokiseline glicin je otkrivena kao mjesto spajanja s lizinom supstrata.

## Protein
Ubikvitin je mali protein prisutan u svim eukariotskim stanicama. Obavlja mnoštvo uloga vezujući se na brojne ciljane proteine. Sam se ubikvitin sastoji od 76 aminokiselina i ima molekulsku masu od 8.5kDa. Ključne karakteristike su C-terminalni rep i 7 aminokiseliza lizina. Veoma je konzerviran među eukariotskim vrstama: ljudi i kvasci dijele 96% sekvence. Kod ljudskog ubikvitina, pri kojem svako slovo označava aminokiselinu, glasi:
| MQIFVKTLTGKTITLEVEPSDTIENVKAKIQDKEGIPPDQQRLIFAGKQLEDGRTLSDYNIQKESTLHLVLRLRGG |

## Ubikvitinacija
Proces označavanja nekog proteina ubikvitinom (ubikvitinacija) se sastoji od serije koraka:
1. Aktivacija ubikvitina: Ubikvitin aktivira E1 ubikvitin-aktivirajući enzim u procesu koji zahtijeva ATP kao izvor energije. Prvi korak uključuje proizvodnju ubikvitin-adenilata. Druga je faza prijenos ubikvitina do aktivnog mjesta, cisteina na E1 enzimu, uz otpuštanje AMP-a. Ovaj korak rezultira tioesterskom vezom između C-terminalne karboksilne grupe ubikvitina i sulfihidrilnom grupom cisteina na enzimu E1.
2. Prijenos ubikvitina s E1 do aktivnog mjesta cisteina ubikvitin-konjugirajućeg enzima E2 preko tran(tio)esterifikacijske reakcije. Genomi sisavaca imaju 30 - 40 ubikvitin-konjugirajućih enzima.
3. Završni korak reakcije ubikvitinacije je stvaranje izopeptidne veze između lizina ciljanog proteina i C-terminalnog glicina ubikvitina. Ovaj korak u reakciji zahtijeva aktiviranje jednog od stotina E3 ubikvitin-protein ligaza (ili skraćeno, ubikvitin ligaza). E3 enzimi djeluju kao supstrat za prepoznavanje i sposobne su reagirati i s E2 i sa supstratom.

U reakciji ubikvitinacije E1 se može povezati s desetinama E2, koji se mogu povezati sa stotinama E3, hijerarhijski. Ostali ubikvitin-slični proteini također reagiraju preko E1-E2-E3 kaskade.

### E3
Enzimi E3 posjeduju jednu od dvije moguće domene:
- HECT (Homologous to the E6-AP Carboxyl Terminus) domena
- RING (Really Interesting New Gene) domena

Prijenos je moguć na dva načina:
- Izravno s E2, preko katalize RING domena E3 enzima
- Preko E3 enzima, katalizom HECT domene E3. U ovom slučaju, intermedijat kovalentnog E3-ubikvitina se stvara prije prebacivanja na supstrat.

## Funkcije i načini vezivanja
Osim da se samo jedan ubikvitin veže na supstrat, moguće je vezivanje niza molekula ubikvitina, pa tako nastaje poliubikvitinski lanac. Osim toga, neki su supstrati modificirani adicijom ubikvitinskih modula s lizinskim nastavkom, u procesu koji se naziva multiubikvitinacija. Kao što je već rečeno, ubikvitim ima 7 lizinskih nastavaka. Povijesno, prvotni tip prepoznatih ubikvitinskih lanaca su bili oni povezani preko lizina 48. Ipak, noviji su radovi otkrili varijetet veza koji uključuje sve moguće lizinske nastavke i osim toga i linearne lance povezane s N-terminalom ubikvitinske molekule. Radovi izdani 2007. godine pokazuju stvaranje lanaca ubikvitina preko različitih veza. Work published in 2007 has demonstrated the formation of branched ubiquitin chains containing multiple linkage types "Atipični" (nelizinski vezani) lanci ubikvitina se spominju u radu znastvenika Ikede i Ivana Đikića.
Ubikvitinacijski sustav djeluje u brojnim staničnim procesima, uključujući:
- razgradnja antigena
- apoptozu
- stvaranje organela
- stanični ciklus i dijeljenje
- transkripciju DNK i njen popravak
- diferencijaciju i razvoj
- imunosni odgovor i upale
- živčanu i mišićnu degeneraciju
- morfogenezu živčanih stranica
- modulaciju receptora na površini stanice i ionskih kanala
- odgovor na stres i vanjske čimbenike
- stvaranje ribosoma
- virusne infekcije

### Lanci povezani preko 48. lizina
Najistraživaniji poliubikvitinski lanci, oni povezani preko 48. molekule lizina, označavaju proteine za razgradnju u procesu koji se zove proteoliza. Barem četiri ubikvitinske molekule moraju biti povezane za lizinske nastavke ciljanog proteina kako bi ga prepoznao 26S-protasom. Proteasom je kompleksna, bačvasta struktura s dvije komore, u kojima se odvija proteoliza. Proteini se brzo razgrađaju u manje peptide (obično duge od 3 - 24 aminokiseline). Ubikvitinske molekule se odvajaju od proteina prije same razgradnje i recikliraju za daljnju uporabu. Iako su većine proteosomskih supstrata ubikvitinirane, postoje primjeri neubikvitiniranih proteina za razgradnju u proteasomu.

### Monoubikvitinacija
Ubikvitin također može označiti membranske proteine (na primjer, receptore) koje treba odstraniti s membrane i izvršiti nekoliko signalnih uloga u stanici. Molekule na membrani stanice označene s ubikvitinom su često monoubikvitinizirane, i ove modifikacije često označavaju protein za razgradnju u lizosomu.

## Povezanost s bolestima i poremećajima

### Genski poremećaji
Neki genski poremećaji često povezani s ubikvitinom su:
- Gen čija disfunkcija uzrokuje Angelmanov sindrom, UBE3A, nosi na sebi kod za ubikvitin ligazu (E3) ezmin pod nazivom E6-AP.
- Gen poremećen Von Hippel-Lindauvim sindromom kodira ubikvitin E3 ligazu pod nazivom VHL tumorski supresor ili VHL gen.
- Gen poremećen Liddlovim sindromom rezultira disregulacijom epitelnog Na+ kanala (ENaC) i uzrokuje hipertenziju.
- Osam od trinaest identificiranih gena čija disfunkcija uzrokuje Fanconijevu anemiju kodira proteina koji tvore veliki ubikvitin ligaza (E3) kompleks.
- Mutacije Cullin7 E3 ubikvitin ligaze su povezane s 3-M sindromom, recesivnim poremećajem koji rezultira retardacijom.[8]

### Imunohistokemija
Antitijela za ubikvitin se koriste u histologiji kako bi se identificiralo abnormalne nakupine proteina unutar stanice koji su markeri bolesti. Ove nakupine se nazivaju inkluzijska tjelešca. Primjeri za takve nenormalne inkluzije su:
- Neufobrilarna klupka u Alzheimerovoj bolesti
- Lewyjeva tjelešca u Parkinskonovoj bolesti
- Pickova tjelešca u Pickovoj bolesti
- Inkluzije u bolesti motornih neurona i Huntingtonovoj bolesti
- Malloryjeva tjelešca u alkoholnoj bolesti jetre
- Rosenthalska vlakna u astrocitima